# Быстрая (приток Лютоги)
Быстрая (Подгорная) — река на острове Сахалин.
Впадает в реку Лютога. Протекает по Анивскому району Сахалинской области России.
Длина реки составляет 42 км. Площадь водосборного бассейна 276 км². Берёт начало с Мицульского хребта. В устье находится село Огоньки. Самые крупные притоки — Скоробогатка, Ковровка, Коневка, Пышма.

## Данные водного реестра
По данным государственного водного реестра России относится к Амурскому бассейновому округу.
Код объекта в государственном водном реестре — 20050000212118300006496.